# أكيهيرو هودو
أكيهيرو هودو (باليابانية: 兵働 昭弘) (12 مايو 1982 في شيروي في اليابان – )؛ هو لاعب كرة قدم ياباني سابق كان يلعب كلاعب وسط.

## وصلات خارجية
- أكيهيرو هودو على موقع الاتحاد الدولي (مؤرشف)  (الإنجليزية)
- أكيهيرو هودو على موقع رابطة كرة القدم اليابانية للمحترفين (اليابانية)
- أكيهيرو هودو على موقع قاعدة بيانات كرة القدم.إي يو (الإنجليزية)
- أكيهيرو هودو على موقع Soccerway.com (الإنجليزية)
- أكيهيرو هودو على موقع عالم كرة القدم.نت (الإنجليزية)
- أكيهيرو هودو على موقع كووورة